# Auto Planta de Najicheván
La Autoplanta de Najicheván (Naxçıvan), fundada en 1993, se construyó para dar cabida a la producción de camionetas tipo van de acuerdo a las metas iniciales de dicho proyecto. Pero su situación cambió cuando una decisión del politburó azerí y ruso se trasladan dichas líneas a la Autoplanta de Byiansk y la fábrica de Ganja es reactivada. La ubicación de la planta está en la en la República autónoma de Najicheván, un territorio extrafronterizo de Azerbaiyán.

## Historia
La Fábrica de automóviles de Najicheván fue fundada en 1993. El nombre original de dicha sociedad era el de NAZ Impex Ltd. Sin embargo, esta planta estuvo inactiva durante un espacio de tiempo muy prolongado. Tan sólo desde el 2009, tras un acuerdo celebrado entre el gobierno de Pekín y el de Azerbaiyán, en un foro de negocios; la planta de producción de automóviles pasó a ser propiedad de una marca de automotores de la China, eso si, tomada bajo el liderazgo de la marca Lifan, la cual suscribió un acuerdo de joint venture a fin de hacer de dicha planta de producción una realidad. Los productos son todos de la filial de Automóviles de la Lifan, y se montarán de acuerdo a lo suscrito en el marco del trato entre la marca china y el gobierno de Azerbaiyán. 
La planta de automóviles de Najicheván, comenzó oficialmente la producción de coches desde el 11 de enero de 2010. La planta tiene equipos de última tecnología, provenientes de plantas en Alemania, Bélgica e Italia. La planta tiene una superficie total de 2,6 hectáreas. Esta área se subdivide en 2472 m² para el departamento de producción, 720m² en el campo del almacén, 2538m² de espacio en la plaza de aparcamiento, y entre 450m² a 500m² de superficie que son del patio de exposiciones. La planta tiene una capacidad instalada para producir hasta 5000 automóviles.
En 2010, la planta comenzó el ensamblaje de coches del modelo "Lifan 500". Durante el año 2011, la Fábrica de automóviles de Najicheván está programada para comenzar coches a producir entre 1000 y 1500 autos diarios. Y desde 2011 se ha adaptado la producción de modelos con caja de cambios automática. En la actualidad las ventas de coches NAZ en sus centros de servicio se ven tan sólo en las ciudades de Bakú y Najicheván. En un futuro próximo, se habilitará una red de concesionarios que se prevé llegue a las ciudades de Ganja, Sumgayit y Shamakhi. El precio de venta de los diferentes modelos de automóviles será de entre m$ 8.400 a m$ 12.600 (m=Manat's).

## Modelos en producción
Todos los coches ensamblados son originalmente modelos de autos de la Lifan:
- Lifan 320
- Lifan 7130
- Lifan 7160
- Lifan 7160 L1
- Lifan 7162
- Lifan 7162 С
- Lifan 7161 A

### Nuevos modelos
En 2012, en las instalaciones de la Fábrica de automóviles de Najicheván se hace la adecuación para el ensamblaje de un nuevo modelo, un SUV denominado "NAZ Lifan X-60", y la marca ha dispuesto que incluso no sean vehículos tipo "Jeep" los que sean ensamblados, sino que hasta se de uso a dicha planta para el montaje de autobuses y de otros modelos de vehículos de pasajeros. El nuevo coche está equipado con una caja de cambios manual con un consumo de combustible muy económico y una capacidad de rendimiento de hasta 8,2 litros por cada 100 kilómetros.